# Huize Ebbenerve
Huize Ebbenerve is een monumentaal vrijstaand herenhuis in de Nederlandse stad Assen. Het pand maakt deel uit van het beschermd stadsgezicht.

## Geschiedenis
Assen is als plaats ontstaan rondom het klooster Maria in Campis aan de Brink, waarvan de nog bestaande kloosterkerk een overblijfsel is. Op het terrein aan de huidige Stationsstraat was een van de visvijvers (weiers) van het klooster te vinden. Vanaf de 17e eeuw was de grond in gebruik als overtuin van het Ontvangershuis aan de Brink. De tuin was bereikbaar via een brug over de Oostersingel.

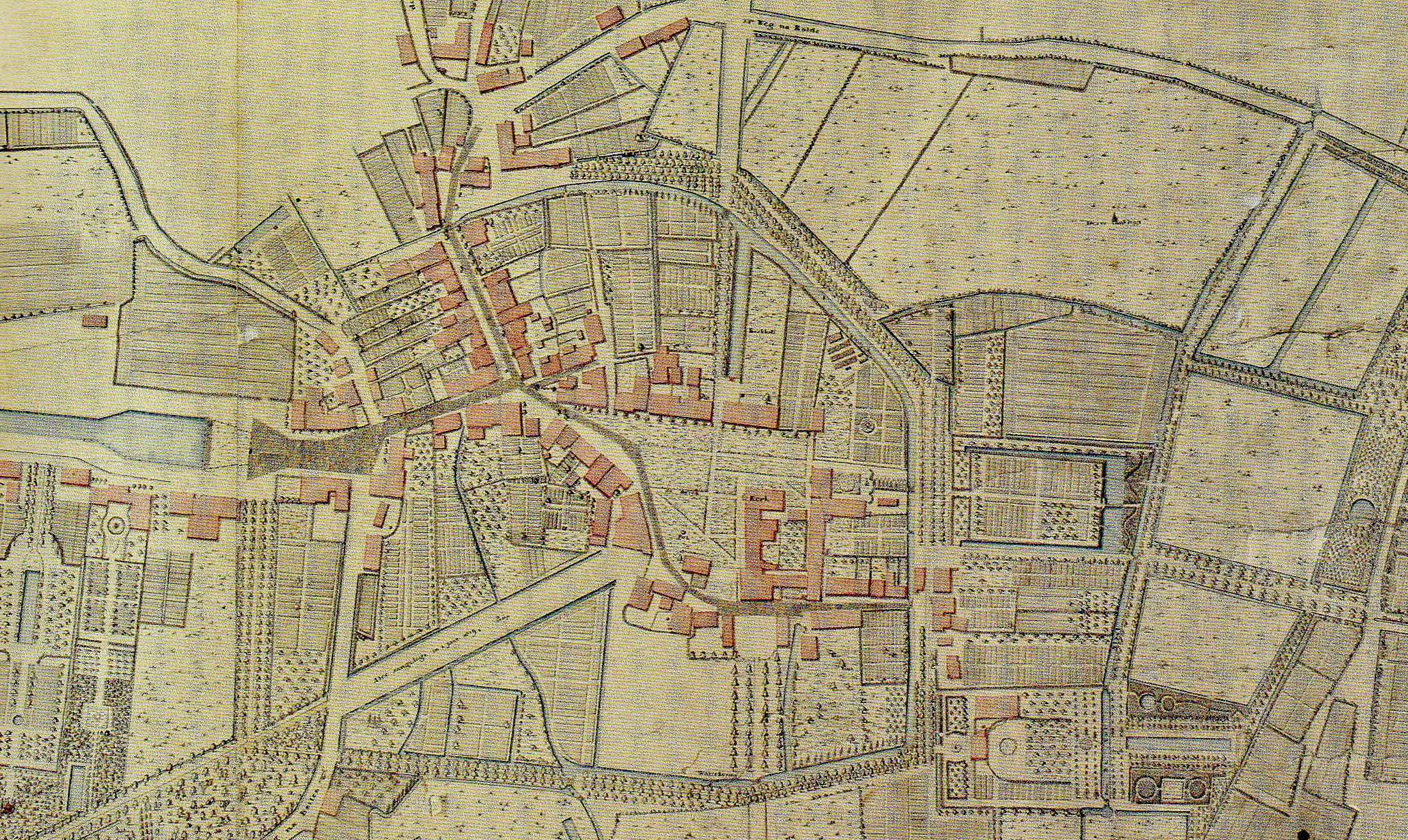
Assen in 1809, rechts van het midden de overtuin en daaronder het landgoed Overcingel.

Mogelijk is de tuin in de 18e eeuw opnieuw ingericht door Lucas Pieters Roodbaard, die ook de tuin direct achter het Ontvangershuis en van het nabijgelegen landgoed Overcingel inrichtte. In 1832 was oud-burgemeester en Tweede Kamerlid Gerrit Kniphorst eigenaar van de overtuin.
Langs de tuin liep een pad naar het landgoed Vredeveld. In 1870 werd de spoorlijn Assen - Meppel in gebruik genomen en het Asser station gebouwd. Het Vredeveldsepad werd bestraat en kreeg de naam Stationsstraat. In het laatste kwart van de 19e eeuw werden er diverse woningen gebouwd.

## Het huis en haar bewoners
Het oorspronkelijke huis werd door Harm Cornelis Winters ontworpen en rond 1873-'75 opgetrokken op een rechthoekige plattegrond en telde één bouwlaag. Bouwheer was Gerhard Focko Servatius (1827–1893), gepensioneerd kapitein-ter-zee. Hij werd onder meer gemeenteraadslid en wethouder in Assen.
Ebbenerve
In 1895 verkocht de weduwe Servatius het huis aan jhr. mr. Hendrik Gerard van Holthe tot Echten (1862-1940) en zijn vrouw Constantia Johanna Anna Christina barones van der Feltz (1870-1953). Tien jaar later gaven zij de Asser architect Jan Smallenbroek de opdracht om het pand te verbouwen. In 1906-1907 kreeg het huis z'n huidig uiterlijk. Het kreeg de naam Ebbenerve, naar het goed Ebbenerve bij het Gelderse Oosterwolde waar de oudst bekende voorvader Van Holthe in 1404 mee werd beleend. Van Holthe tot Echten was advocaat en actief in de gemeentelijke en provinciale politiek. Van 1914 tot 1919 was hij lid van de Eerste Kamer der Staten-Generaal. In dat laatste jaar verhuisde het paar naar Renkum.
Het huis werd verkocht aan notaris Warmold Lunsingh Tonckens (1868–1954), lid van de familie Tonckens. Een deel ervan werd ingericht als notariskantoor. Tijdens de Tweede Wereldoorlog werd hij uit zijn ambt ontzet, na onenigheid met de Duitse bezetter over inkwartiering op Ebbenerve. Tonckens verhuisde na de oorlog naar Glimmen. Nadien kreeg het definitief een bedrijfsbestemming. Tonckens verhuurde vanaf eind 1945 het pand aan Opbouw Drenthe, waarvan Jaap Cramer directeur was. In 1956 kocht de organisatie het pand. Twee jaar later werd het pand verbouwd en onder andere voorzien van een centrale verwarming. Naast Opbouw Drenthe werd Ebbenhuize in de loop der jaren door diverse andere organisaties bevolkt. Een aantal daarvan gingen in 1993 met Opbouw Drenthe op in STAMM, dat later verhuisde naar een kantoorpand elders in Assen. In 1997 werd het huis gekocht door een particulier investeerder die het huis opknapte en vervolgens verhuurde aan de Rijksgebouwendienst. Vanaf 2003 vond het Drents Plateau onderdak in Ebbenerve, deze stichting werd tien jaar later opgeheven. Begin 2016 werd een mondzorgcentrum in het pand gevestigd.

## Beschrijving
Het witgepleisterde pand heeft een symmetrische voorgevel, met een risalerende, hoog opgaande middenpartij en een avant-corps. In het midden daarvan een balkon met balustrade, waarop een porte brisée uitkomt. Het avant-corps wordt beëindigd door een rondboogfries onder een met zink bedekt afgeknot tentdak, waarop een plat met smeedijzeren hekwerk is aangebracht. De middenpartij wordt bekroond door een dakkapel met aan beide zijden een attiekballustrade, met zinken koepeldak. Op het dak staat een achtkantige lantaarn met rondbogen en eveneens een koepeldak, waarboven een windwijzer is geplaatst. In de bovenrand van de gevel en onder de rand van de eerste koepel is een fries met geglazuurde tegels in art-nouveaustijl aangebracht, gemaakt door Koninklijke Tichelaar Makkum. De vensters op de begane grond hebben een toog onder een kroonlijst en aan weerszijden luiken. De ramen op de verdieping zijn per twee gekoppeld, met een vergelijkbare bekroning. Op het dak zijn twee dakkapelletjes geplaatst met een zinken dak met pironbekroning.

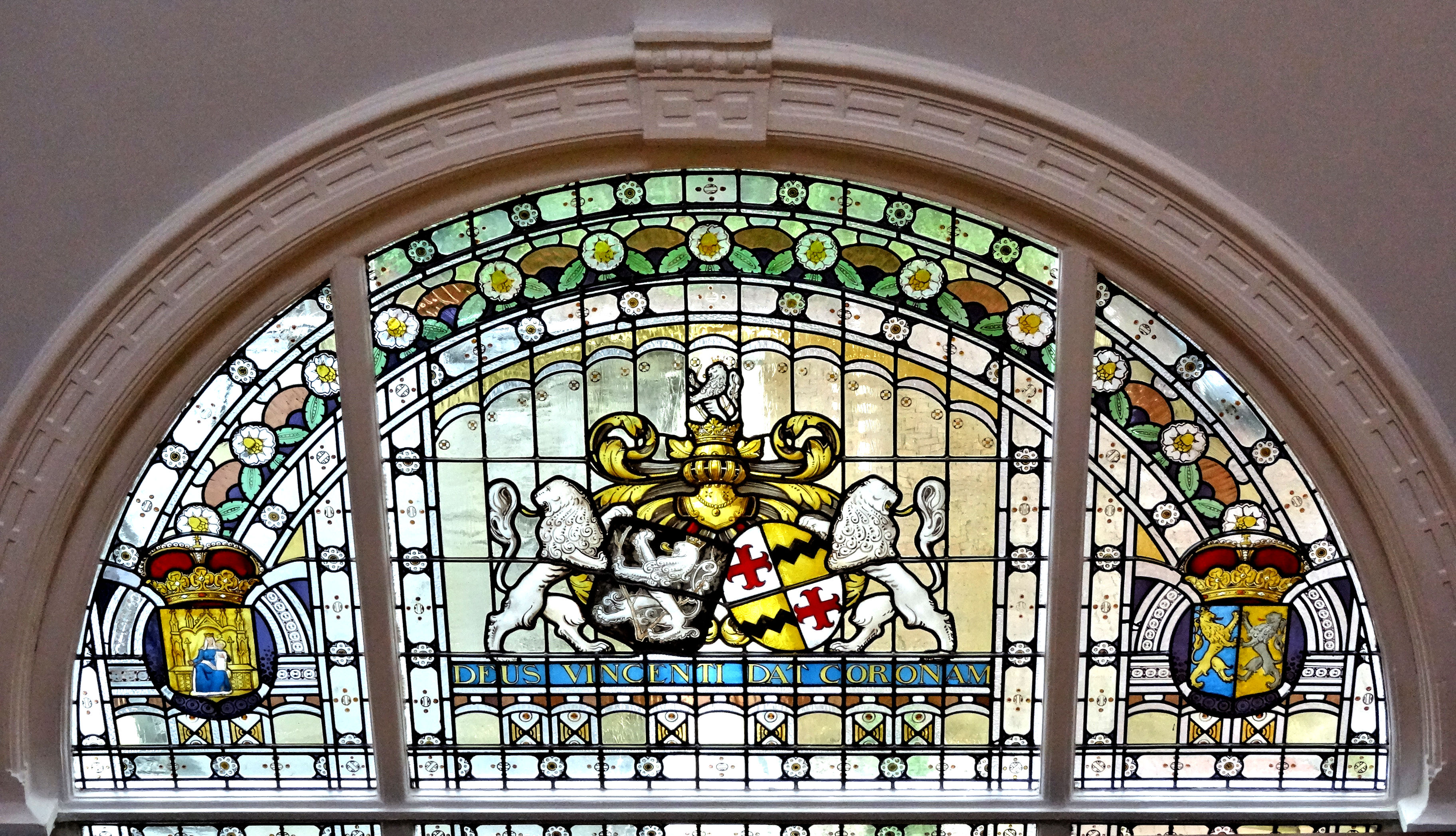
Detail glas-in-loodraam

De entreepartij in de linker zijgevel bestaat uit een getoogd portiek met hardstenen stoep en een omlijsting voorzien van gecanneleerde pilasters. De paneeldeur onder een getoogd bovenlicht heeft gietijzeren raamijzers. Daarboven is een balkon met porte brisée geplaatst, die identiek is aan die in de voorgevel. Tegen de rechter zijgevel staat een houten serre. De uitbouw onder plat dak aan de achterzijde van het pand is na 1945 toegevoegd.
Aan straatzijde wordt het terrein van de weg gescheiden door een vroeg-20e-eeuwse ijzeren hekwerk.
Glas in lood
Bij de verbouwing van het huis door Smallenbroek werd in het midden van de achtergevel een rondboogvenster met glas in lood aangebracht, dat werd gemaakt in het atelier van J.W. Gips in 's-Gravenhage. In het bovenste deel van het raam is centraal het alliantiewapen van het echtpaar Van Holthe tot Echten-Van der Feltz geplaatst, met als schildhouders twee klimmende leeuwen en onder het geheel de wapenspreuk Deus vincenti dat coronam. Links hiervan is het wapen van Drenthe en rechts het wapen van Gelderland te zien. Het raam is gedecoreerd met art nouveau figuren en bloemmotieven. Het meet 4 bij 3 meter en is daarmee het grootste glas-in-loodraam in een particuliere woning in Drenthe. Een eind jaren 50 aangebrachte trap onttrekt aan de binnenzijde een deel van het raam aan het zicht.

## Afbeeldingen

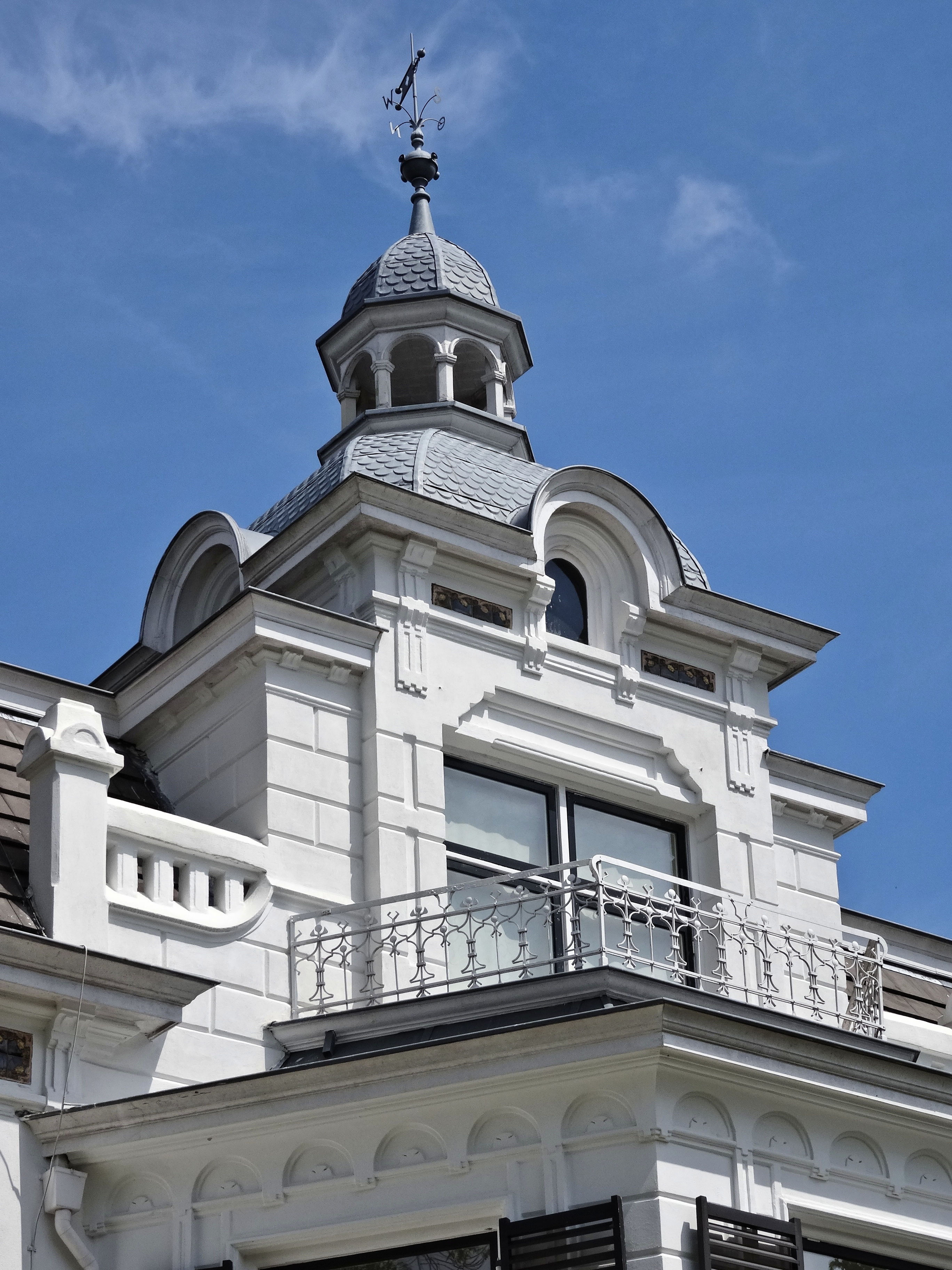
Het torentje
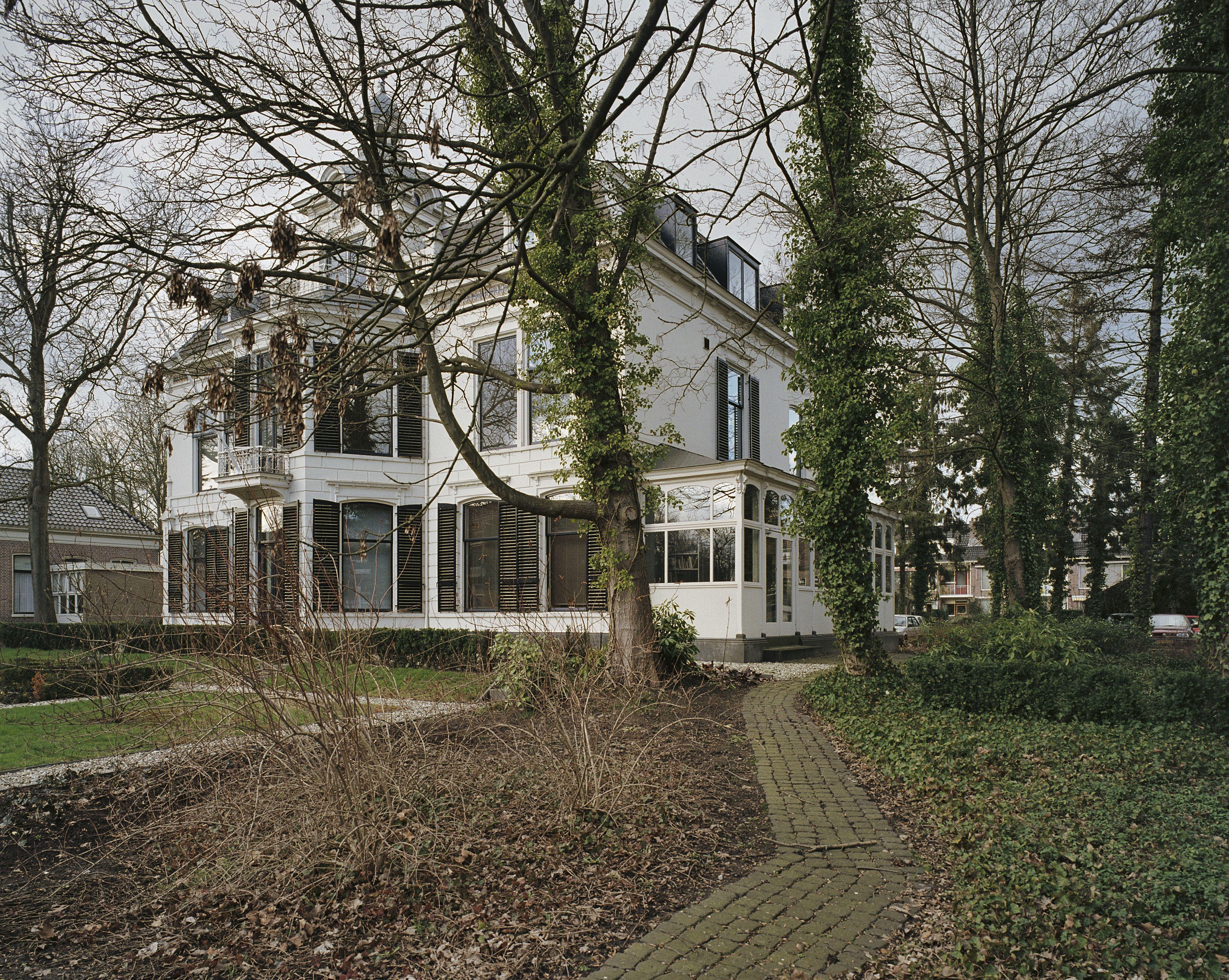
Rechterzijgevel met houten serre
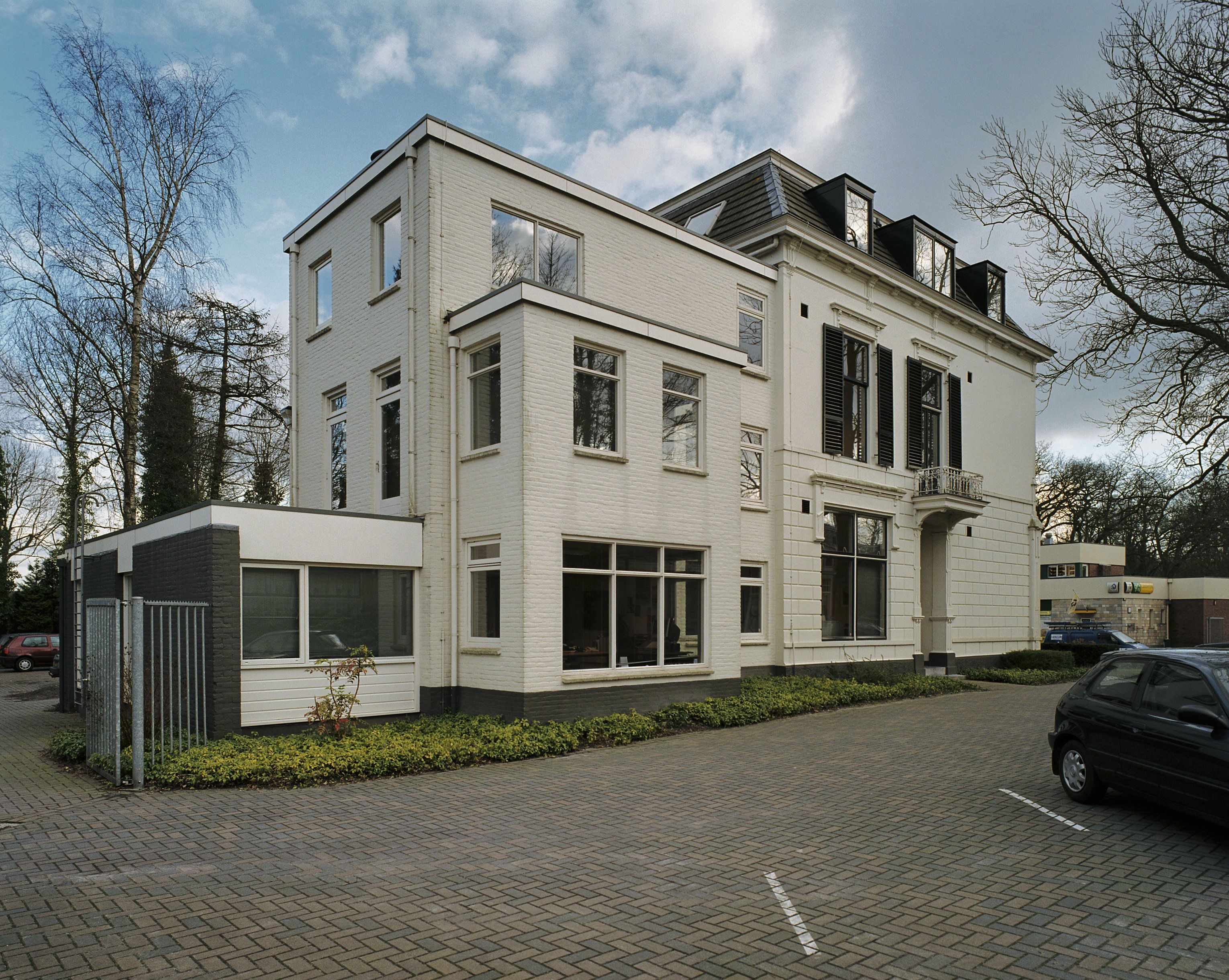
Zijgevel met entree en naoorlogse uitbouw
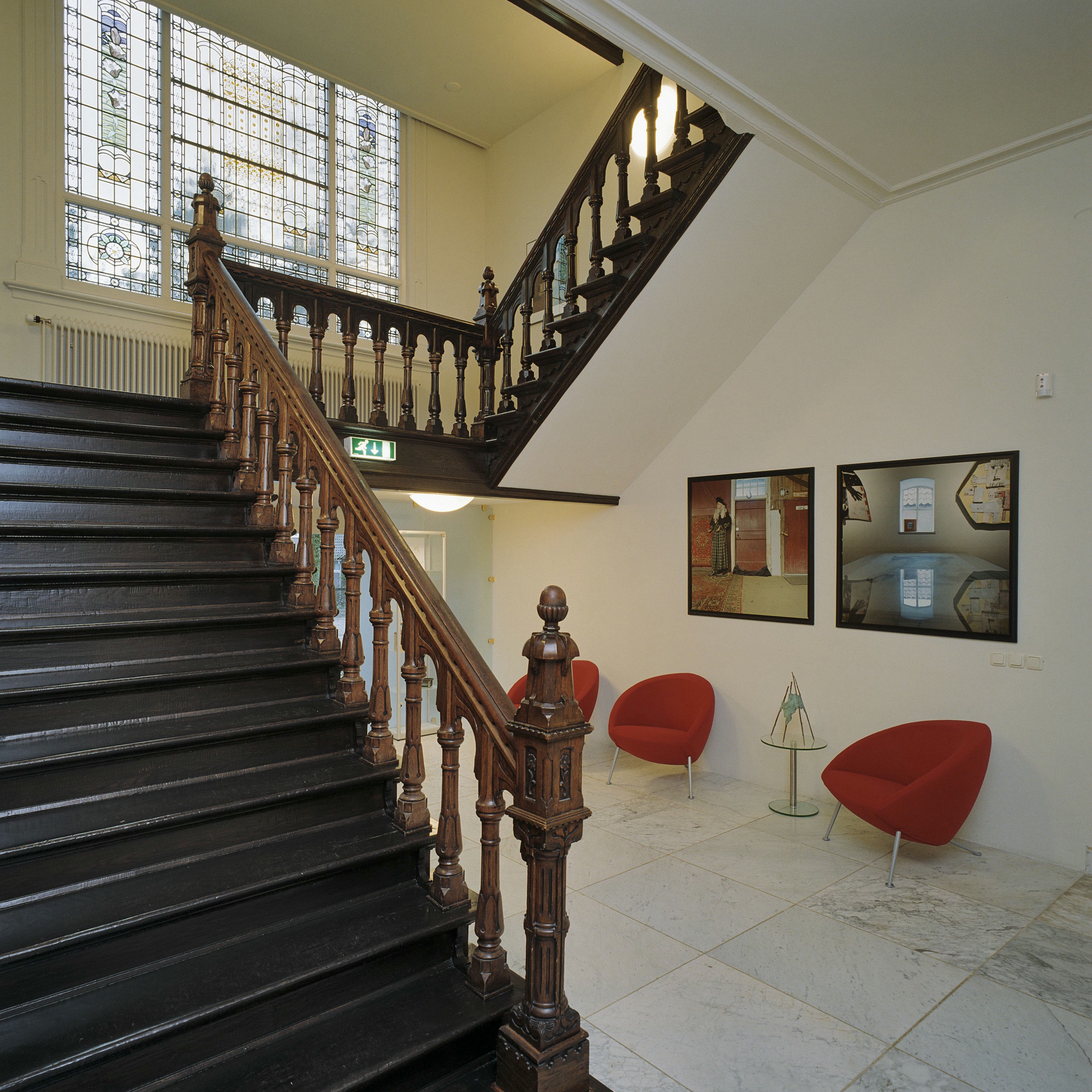
Hal met trappenhuis
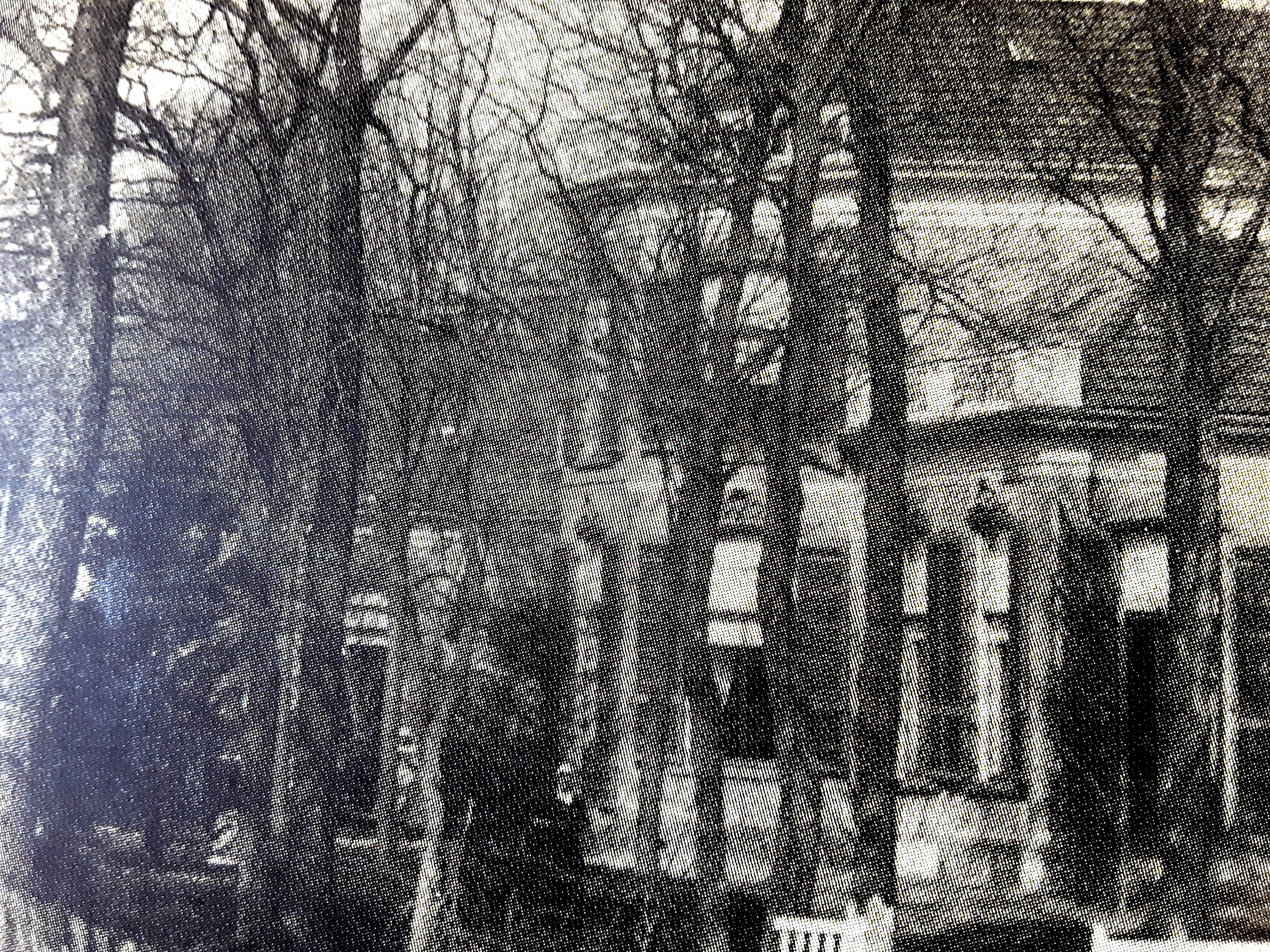
Het pand in zijn oorspronkelijke vorm voor de verbouwing

## Waardering
Het huis werd in 1994 als rijksmonument in het Monumentenregister opgenomen. "Het zeer karakteristieke pand is van architectuurhistorische waarde als een mooi en gaaf voorbeeld van een geslaagde samensmelting van negentiende-eeuwse en vroeg-20e-eeuwse bouwdelen. Het beeldbepalende huis is een van de vele 'paleizen', die in het laatste kwart van de negentiende werden gebouwd voor de Asser notabelen en ook nu nog van groot belang zijn voor het aanzien van de oude Asser binnenstad. Het pand heeft derhalve naast architectuurhistorische waarde ook grote ensemblewaarde."